# Падилья Кросс, Гильермо Эрнесто
Гильермо Эрнесто Падилья Кросс (исп. Guillermo Ernesto Padilla Cross; родился 24 ноября 1993 года, Никарагуа) — никарагуанский футболист, полузащитник немецкого футбольного клуба «Метеор 06».

## Клубная карьера
Гильермо Эрнесто Падилья Кросс в начале карьеры играл за «Вальтер Ферретти», «Берлинер Шпортклуб», «Блау-Вайсс 90».
1 июля 2014 года перешёл в «Гатов». За клуб дебютировал в матче против «Хермсдорфа». Свой единственный гол забил в ворота «Спарты Лихтенберг». Всего за клуб сыграл 33 матча, где сделал 2 результативных действия.
1 июля 2015 года перешёл в «Кроатию». Дебют в клубе состоялся в матче против футбольного клуба «Рудов 1888». В следующем матче против футбольного клуба «Штерн 1900» забил гол. Всего за клуб сыграл 5 матчей, где забил один мяч.
1 июля 2016 года перешёл в «Маккаби (Берлин)». Свой первый матч за клуб футболист провёл против «Вильмерсдорфа». Первый гол за клуб забил в ворота «Эмпора». В матче против «Вильмерсдорфа» дома оформил дубль. Всего за клуб сыграл 45 матчей, где забил 13 мячей. В 2020 году вернулся в «Маккаби (Берлин)» на 4 матча.
1 июля 2020 года перешёл в «Бранденбург 03», за который он сыграл 36 матчей, где забил 5 мячей.
После «Маккаби» 5 октября 2020 года вернулся в «Гатов», а через два года перешёл в «Метеор 06».

## Карьера в сборной
Участвовал в квалификации на молодёжный чемпионат КОНКАНКАФ 2011, а также на самом турнире в 2013 году. В составе сборной Никарагуа попал в 2011 в заявку на Центральноамериканский кубок.